# Rue des Pirogues-de-Bercy
Rue des Pirogues-de-Bercy är en gata i Quartier de Bercy i Paris tolfte arrondissement. Gatan är uppkallad efter de stockbåtar (franska: pirogues, egentligen kanoter) från neolitikum, vilka påträffades vid uppförandet av Palais Omnisports de Paris-Bercy i början av 1990-talet. Rue des Pirogues-de-Bercy börjar vid Quai de Bercy 112 och slutar vid Rue Baron-Le-Roy 48.

## Bilder
| - Gatuskylt. - En av de påträffade stockbåtarna, utställd på Musée Carnavalet. - Notre-Dame-de-la-Nativité de Bercy. - Palais Omnisports de Paris-Bercy. |

## Omgivningar
- Notre-Dame-de-la-Nativité de Bercy
- Parc de Bercy
- Cour du Ponant
- Cour Saint-Émilion
- Passage Saint-Émilion
- Passage Saint-Vivant
- Passage de l'Yonne
- Passage Dubuffet
- Rue Lheureux
- Rue de Libourne
- Rue des Mâconnais
- Rue de Thorins

## Kommunikationer
- Tunnelbana – linje  – Cour Saint-Émilion
- Busshållplats Terroirs de France – Paris bussnät

### Webbkällor
- ”Rue des Pirogues-de-Bercy”. Mairie de Paris. https://web.archive.org/web/20160303183527/http://www.v2asp.paris.fr/commun/v2asp/v2/nomenclature_voies/Voieactu/7459.nom.htm. Läst 7 oktober 2023.
- ”Rue des Pirogues-de-Bercy”. Les rues de Paris. https://web.archive.org/web/20190927020349/http://www.parisrues.com/rues12/paris-12-rue-des-pirogues-de-bercy.html. Läst 7 oktober 2023.